# Uszkor
Uszkor, uszkornik (Otomys) – rodzaj ssaków z podrodziny myszy (Murinae) w obrębie rodziny myszowatych (Muridae).

## Rozmieszczenie geograficzne
Rodzaj obejmuje gatunki występujące w Afryce.

## Morfologia
Długość ciała (bez ogona) 93–217 mm, długość ogona 40–127 mm, długość ucha 14–33 mm, długość tylnej stopy 19–41 mm; masa ciała 45–264 g.

## Systematyka
Rodzaj zdefiniował w 1824 roku francuski zoolog i paleontolog Frédéric Cuvier w publikacji swojego autorstwa o tytule Uzębienie ssaków. W oryginalnym opisie Cuvier nie wymienił żadnego gatunku; gatunkiem typowym jest (późniejsze oznaczenie) uszkor bagienny (O. irroratus).

### Etymologia
- Otomys (Otomis): gr. ους ous, ωτος ōtos ‘ucho’; μυς mus, μυος muos ‘mysz’[16].
- Euryotis: gr. ευρυς eurus ‘szeroki’; -ωτις ōtis ‘-uchy’, od ους ous, ωτος ōtos „ucho”[17]. Gatunek typowy (oznaczenie monotypowe): Euryotis irrorata Brants, 1827.
- Oreomys: gr. ορος oros, ορεος oreos ‘góra’; μυς mus, μυος muos ‘mysz’[18]. Gatunek typowy (oznaczenie monotypowe): Oreomys typus Heuglin, 1877.
- Oreinomys: ορεινος oreinos ‘górski, żyjący w górach’, od ορος oros, ορεος oreos ‘góra’; μυς mus, μυος muos ‘mysz’[18].
- Anchotomys: gr. αγχι ankhi ‘blisko’; rodzaj Otomys F. Cuvier, 1824 (uszkor)[6]. Gatunek typowy (oryginalne oznaczenie): Euryotis anchietae Bocage, 1882.
- Lamotomys (oryginalne oznaczenie): gr. λαμος lamos ‘paszcza, żarłoczność’; rodzaj Otomys F. Cuvier, 1824 (uszkor)[6]. Gatunek typowy (oryginalne oznaczenie): Otomys laminatus O. Thomas & Schwann, 1905.
- Myotomys: gr. μυς mus, μυος muos ‘mysz’; rodzaj Otomys F. Cuvier, 1824 (uszkor)[7]. Gatunek typowy (oryginalne oznaczenie): Otomys unisulcatus F. Cuvier, 1829.
- Metotomys: gr. μετα meta ‘obok, tuż przy’[19]; rodzaj Otomys F. Cuvier, 1824 (uszkor). Gatunek typowy (oryginalne oznaczenie): Otomys turneri Wroughton, 1907 (= Otomys sloggetti O. Thomas, 1902).
- Palaeotomys: gr. παλαιος palaios ‘stary, antyczny’[20]; rodzaj Otomys F. Cuvier, 1824 (uszkor). Gatunek typowy (oznaczenie monotypowe): †Palaeotomys gracilis Broom, 1937.
- Prototomys: gr. πρωτος prōtos ‘pierwszy, przed’[21]; rodzaj Otomys F. Cuvier, 1824 (uszkor). Gatunek typowy (oznaczenie monotypowe): †Otomys campbelli Broom, 1946.

### Podział systematyczny
Do rodzaju należą następujące występujące współcześnie gatunki:
| Grafika | Gatunek             | Autor i rok opisu                                                                        | Nazwa zwyczajowa            | Podgatunki         | Rozmieszczenie geograficzne | Podstawowe wymiary                               | Status IUCN |
| ------- | ------------------- | ---------------------------------------------------------------------------------------- | --------------------------- | ------------------ | --- | ------------------------------------------------ | ----------- |
|         | Otomys sloggetti    | O. Thomas, 1902                                                                          | uszkornik skalny            | gatunek monotypowy | zachodnia Namibia wzdłuż wąskiego pasa wybrzeża na południe do najsuchszych obszarów północno-zachodniej Południowej Afryki; zakres wysokości: do 1500 m n.p.m.                                                                                            | DC: 12,4–17 cm DO: 8,2–11,2 cm MC: 97–110 g      | LC          |
|         | Otomys willani      | P.J. Taylor, Kearney, Dalton, Chakona, Kelly & Barker, 2019                              |                             | gatunek monotypowy | endemit Południowej Afryki: południowa Wielka Krawędź, od Parku Narodowego Karoo (Prowincja Przylądkowa Zachodnia) na wschód do Giant’s Castle (KwaZulu-Natal)                                                                                             | DC: 11,1–12,4 cm DO: 5,9–7,4 cm MC: 75–83 g      | NE          |
|         | Otomys karoensis    | Roberts, 1931                                                                            | uszkor przylądkowy          | gatunek monotypowy | endemit Południowej Afryki: Prowincja Przylądkowa Zachodnia (Góry Przylądkowe), na południe do Wolnego Państwa i Prowincji Przylądkowej Wschodniej, na północ do 33° szerokości geograficznej południowej                                                  | DC: 11–15,4 cm DO: 5,6–11,1 cm MC: 78–139 g      | LC          |
|         | Otomys laminatus    | O. Thomas & Schwann, 1905                                                                | uszkor południowoafrykański | gatunek monotypowy | endemit Południowej Afryki: rozdzielnie w Prowincji Przylądkowej Zachodniej (dolina Paarl, Półwysep Przylądkowy) oraz Mpumalanga i KwaZulu-Natal (wschodnie zbocza Gór Smoczych); zakres wysokości: 0–2000 m n.p.m.                                        | DC: 15,8–21 cm DO: 9,7–11,5 cm MC: 140–264 g     | NT          |
|         | Otomys unisulcatus  | F. Cuvier, 1829                                                                          | uszkornik zaroślowy         | gatunek monotypowy | półsuche ekoregiony Succulent Karoo i Nama Karoo (Prowincja Przylądkowa Północna, Zachodnia i Wschodnia) | DC: 11–20 cm DO: 6,3–10,6 cm MC: 61–156 g        | LC          |
|         | Otomys barbouri     | B. Lawrence & Loveridge, 1953                                                            | uszkor wrzoścowy            | gatunek monotypowy | góra Algon (Uganda i Kenia); zakres wysokości: powyżej 3000 m n.p.m. | DC: 12,5–21 cm DO: 5,7–9,6 cm MC: 78–161 g       | EN          |
|         | Otomys denti        | O. Thomas, 1906                                                                          | uszkor górski               | gatunek monotypowy | od góry Ruwenzori (Uganda i Demokratyczna Republika Konga) na południe do gór Wielkiego Rowu Zachodniego (Rwanda, Burundi i Demokratyczna Republika Konga); zakres wysokości: 1950–3000 m n.p.m.                                                           | DC:13,9 16,5– cm DO: 7,8–10,2 cm MC: 67–106 g    | LC          |
|         | Otomys lacustris    | G.M. Allen & Loveridge, 1933                                                             | uszkor tanzański            | gatunek monotypowy | wyżyny Wielkich Rowów Afrykańskich w południowej Tanzanii oraz sąsiedniej Zambii i Malawi; zakres wysokości: 1400–2300 m n.p.m. | DC: 15,5–18,5 cm DO: 9,3–10,8 cm MC: brak danych | LC          |
|         | Otomys anchietae    | (Bocage, 1882)                                                                           | uszkor angolski             | gatunek monotypowy | endemit Angoli: dorzecze rzek Kongo i Okawango, zapisy od źródła rzeki Cuito; zakres wysokości: poniżej 2000 m n.p.m. | DC: 19,7–22 cm DO: 8,7–12,7 cm MC: brak danych   | LC          |
|         | Otomys auratus      | Wroughton, 1906                                                                          |                             | gatunek monotypowy | środkowe wyżyny i Góry Smocze (Południowa Afryka, Eswatini i Lesotho), izolowane populacje w Soutpansberg (północna Południowa Afryka) i Eastern Highlands (Zimbabwe i Mozambik)                                                                           | DC: 13,3–20 cm DO: 5,8–12 cm MC: 63–211 g        | NT          |
|         | Otomys irroratus    | (Brants, 1827)                                                                           | uszkor bagienny             | gatunek monotypowy | endemit Południowej Afryki: Prowincja Przylądkowa Zachodnia i Wschodnia; zakres wysokości: powyżej 900 m n.p.m. | DC: 13–19 cm DO: 8,5–11,4 cm MC: 80–201 g        | LC          |
|         | Otomys cuanzensis   | J. Eric Hill & T.D. Carter, 1937                                                         | uszkor murawowy             | gatunek monotypowy | endemit Angoli: dorzecze rzeki Kuanza i inne rzeki wpływające do Oceanu Atlantyckiego; zakres wysokości: 1000–2500 m n.p.m. | DC: 13–19 cm DO: 8,5–11,4 cm MC: 80–201 g        | LC          |
|         | Otomys angoniensis  | Wroughton, 1906                                                                          | uszkor sawannowy            | 3 podgatunki       | rozłącznie od wschodniej Demokratycznej Republiki Konga, południowej Ugandy i południowo-zachodniej Kenii do południowo-zachodniej Angoli, Namibii (Pas Caprivi) i północno-wschodniej Południowej Afryki                                                  | DC: 12,4–19,2 cm DO: 4–10 cm MC: 60–182 g        | LC          |
|         | Otomys fortior      | O. Thomas, 1906                                                                          | uszkor silny                | gatunek monotypowy | endemit Etiopii: znany z kilku miejsc w południowo-zachodniej części (lasy Beletta, Sheko i Charada) | DC: 14,5–18,2 cm DO: 8,5–9,8 cm MC: brak danych  | VU          |
|         | Otomys helleri      | Frick, 1914                                                                              | uszkor skryty               | gatunek monotypowy | endemit Etiopii: góry Bale i Wyżyna Arussi (wschodnie Wielkie Rowy Afrykańskie); być może na południe do Malka Chireti (Somali) | DC: 12,3–18,5 cm DO: 6,8–9,5 cm MC: brak danych  | LC          |
|         | Otomys typus        | (Heuglin, 1877)                                                                          | uszkor właściwy             | gatunek monotypowy | endemit Etiopii: szeroko rozpowszechniony na zachodnich wyżynach, z co najmniej 1 miejscem (Hirna) na wschód od Wielkich Rowów Afrykańskich; zakres wysokości: 1800–3414 m n.p.m.                                                                          | DC: 15,5–17,8 cm DO: 7,7–9,2 cm MC: brak danych  | LC          |
|         | Otomys burtoni      | O. Thomas, 1918                                                                          | uszkor stokowy              | gatunek monotypowy | endemit Kamerunu (góra Kamerun); zakres wysokości: 2000–4000 m n.p.m. | DC: 14,5–16,7 cm DO: 7,5–8,4 cm MC: 71–105 g     | EN          |
|         | Otomys occidentalis | Dieterlen & van der Straeten, 1992                                                       | uszkor paprociowy           | gatunek monotypowy | góry Gotel i góra Oku (Nigeria i Kamerun); zakres wysokości: 1900–3000 m n.p.m. | DC: 13,1–16 cm DO: 6,8–8,8 cm MC: 69–88 g        | VU          |
|         | Otomys sungae       | L. von Bohmann, 1934                                                                     | uszkor sekretny             | gatunek monotypowy | Usumbara i Uluguru w górach Eastern Arc (Tanzania) i wyżyna Nyika (Malawi i Zambia); zakres wysokości: 1500–2100 m n.p.m. | DC: 15–18 cm DO: 8–10 cm MC: brak danych         | NE          |
|         | Otomys jacksoni     | O. Thomas, 1891                                                                          | uszkor elgoński             | gatunek monotypowy | góra Elgon (wschodnia Uganda i zachodnia Kenia); zakres wysokości: 3300–4200 m n.p.m. | DC: 12–17,1 cm DO: 5,7–8,2 cm MC: 70–121 g       | NT          |
|         | Otomys orestes      | O. Thomas, 1900                                                                          | uszkor afroalpejski         | gatunek monotypowy | endemit Kenii: góra Kenia i góry Aberdare; zakres wysokości: 2700–4200 m n.p.m. | DC: 13,5–17,5 cm DO: 6,1–9,3 cm MC: brak danych  | NE          |
|         | Otomys thomasi      | Osgood, 1910                                                                             | uszkor krzepki              | gatunek monotypowy | endemit Kenii: skarpa Mau i wyżyna Uasin Gishu (zachodni brzeg Wielkich Rowów Afrykańskich); zakres wysokości: 2450–2700 m n.p.m. | DC: 16,2–18,2 cm DO: 8,4–9,3 cm MC: brak danych  | VU          |
|         | Otomys uzungwensis  | B. Lawrence & Loveridge, 1953                                                            | uszkor mokradłowy           | gatunek monotypowy | góry Udzungwa i Poroto (południowa Tanzania) i wyżyna Nyika (Malawi i Zambia); zakres wysokości: 1800–2750 m n.p.m. | DC: brak danych DO: brak danych MC: brak danych  | NT          |
|         | Otomys tropicalis   | O. Thomas, 1902                                                                          | uszkor tropikalny           | gatunek monotypowy | Wielki Rów Zachodni (Demokratyczna Republika Konga, Uganda, Rwanda i Burundi), góry Imatong (Sudan Południowy) góra Elgon i kenijskie Wielkie Rowy Afrykańskie (Uganda i Kenia); być może północno-wschodnia Tanzania; zakres wysokości: 840–2250 m n.p.m. | DC: 12,5–20 cm DO: 5,2–10,2 cm MC: 81–133 g      | LC          |
|         | Otomys dollmani     | E. Heller, 1912                                                                          | uszkor młakowy              | gatunek monotypowy | endemit Kenii: góra Gargues (pasmo górskie Matthews) | DC: 13,8–15 cm DO: 8,5–10,5 cm MC: brak danych   | NE          |
|         | Otomys dartmouthi   | O. Thomas, 1906                                                                          | uszkor łąkowy               | gatunek monotypowy | góry Rwenzori (południowo-zachodnia Uganda i sąsiadująca Demokratyczna Republika Konga); zakres wysokości: 3300–4400 m n.p.m. | DC: około 15 cm DO: około 9,3 cm MC: brak danych | DD          |
|         | Otomys zinki        | Bohmann, 1943                                                                            | uszkor krępy                | gatunek monotypowy | endemit Tanzanii: góra Kilimandżaro; zakres wysokości: 2350–4000 m n.p.m. | DC: 13,5–18,6 cm DO: 6–10,8 cm MC: brak danych   | VU          |
|         | Otomys simiensis    | P.J. Taylor, Lavrenchenko, Carleton, E. Verheyen, N.C. Bennett, Oosthuizen & Maree, 2011 | uszkor simeński             | gatunek monotypowy | endemit Etiopii: góry Simien | DC: 13,5–17,2 cm DO: 7,7–8,8 cm MC: brak danych  | LC          |
|         | Otomys cheesmani    | P.J. Taylor, Lavrenchenko, Carleton, E. Verheyen, N.C. Bennett, Oosthuizen & Maree, 2011 | uszkor ryftowy              | gatunek monotypowy | endemit Etiopii: znany z 2 miejsc na południe od jeziora Tana; zakres wysokości: 2100–2500 m n.p.m. | DC: 16,5–21 cm DO: 7,7–10,6 cm MC: brak danych   | CR          |
|         | Otomys yaldeni      | P.J. Taylor, Lavrenchenko, Carleton, E. Verheyen, N.C. Bennett, Oosthuizen & Maree, 2011 | uszkor etiopski             | gatunek monotypowy | endemit Etiopii: góry Bale; zakres wysokości: 2650–3800 m n.p.m. | DC: 12,5–15,5 cm DO: 7–7,3 cm MC: brak danych    | VU          |

Kategorie IUCN:  LC  – gatunek najmniejszej troski,  NT  – gatunek bliski zagrożenia,  VU  – gatunek narażony,  EN  – gatunek zagrożony,  CR  – gatunek krytycznie zagrożony,  DD  – gatunki o nieokreślonym stopniu zagrożenia;  NE  – gatunki niepoddane jeszcze ocenie.
Opisano również gatunki wymarłe:
- Otomys campbelli (Broom, 1946)[10] (Południowa Afryka)
- Otomys gracilis (Broom, 1937[9] (Południowa Afryka; plejstocen)
- Otomys petteri Denys, 1989[25] (Tanzania; plejstocen)